# Scolopacide
Scolopacidele (Scolopacidae) sunt o familie de păsări mici sau mijlocii, din ordinul caradriiformelor (Charadriiformes), răspândite în zonele de pe malurile apelor din întreaga lume, cu picioare lungi sau relativ scurte, ciocul lung, subțire, drept sau curbat în jos, mai rar curbat ușor în sus. Cuprinde 20 genuri și 96 specii: bătăușul, becațina, culicul, fluierarul, fugaciul, nisiparul, notatiță, pietrușul, sitarul etc.
În România se întîlnesc 28 de specii:
1. Bătăușul (Philomachus pugnax)
2. Becațina comună (Gallinago gallinago)
3. Becațina mare (Gallinago media)
4. Becațină mică (Lymnocryptes minimus)
5. Culicul cu cioc subțire (Numenius tenuirostris)
6. Culicul mare (Numenius arquata)
7. Culicul mic (Numenius phaeopus)
8. Fluierarul cu picioare roșii (Tringa totanus)
9. Fluierarul cu picioare verzi (Tringa nebularia)
10. Fluierarul de lac (Tringa stagnatilis)
11. Fluierarul de mlaștină (Tringa glareola)
12. Fluierarul de munte (Actitis hypoleucos, Tringa hypoleucos)
13. Fluierarul de zăvoi (Tringa ochropus)
14. Fluierarul negru (Tringa erythropus)
15. Fluierarul sur (Xenus cinereus, Tringa terek)
16. Fugaciul de mlaștină, Prundașul de nămol (Limicola falcinellus)
17. Fugaciul de țărm (Calidris alpina)
18. Fugaciul mare (Calidris canutus)
19. Fugaciul mic (Calidris minuta)
20. Fugaciul pitic, Prundașul pitic (Calidris temminckii)
21. Fugaciul roșcat (Calidris ferruginea)
22. Nisiparul, Prundaș nisipar (Calidris alba)
23. Notatiță cu cioc lat (Phalaropus fulicarius)
24. Notatiță cu cioc subțire (Phalaropus lobatus)
25. Pietrușul (Arenaria interpres)
26. Sitarul de mal (Limosa limosa)
27. Sitarul de mal nordic (Limosa lapponica)
28. Sitarul de pădure (Scolopax rusticola)